# Apple & Onion
Apple & Onion (Brasil: Maçã e Cebola / Portugal: Maçã e Cebolinha) é uma série de televisão animada Americano-Britânico criada para o Cartoon Network. Ela foi criada por George Gendi, um ex-desenhista de storyboard das séries O Incrível Mundo de Gumball e Sanjay e Craig, que também atua como produtor executivo.
Gendi primeiro teve a ideia da série enquanto trabalhava em O Incrível Mundo de Gumball no Cartoon Network Development Studio Europe e com os contatos feitos durante a produção da série, ele se aproximou dos executivos do Cartoon Network Studios em Burbank. O curta resultante foi selecionado para ser examinado ao lado de outro piloto de uma outra série Cartoon Network, Welcome to My Life, no Festival de cinema de animação de Annecy, em 2015, antes de eventualmente ser lançado online em maio de 2016. O curta foi selecionado para uma minissérie em março de 2017, que estreou em 23 de fevereiro de 2018, com uma estreia no Cartoon Network App sob demanda uma semana antes. O desenho foi oficialmente encerrado no dia 7 de dezembro de 2021.

## Sinopse
Apresentado em um mundo povoado por alimentos antropomórficos, Maçã e Cebola ou Cebolinha um par de jovens adultos recém-chegados à cidade grande, entram na tentativa de se ajustar ao seu novo ambiente.

## Personagens
- Maçã (George Gendi) – Um simpático e aventureiro, que valoriza sua amizade com Cebola. Ele vem para a cidade na esperança de começar uma nova vida. Ele tem muito mais atitude despreocupada de Cebola e sempre vem com estranhas ideias novas.
- Cebola (português brasileiro) ou Cebolinha (português europeu) (Richard Ayoade) – O educado e tímido amigo do Maçã. Ele vem para a cidade com a esperança de fazer novos amigos e também tem uma queda por Fritinha.
- Hambúrguer (Eugene Mirman) – Um amigo de Maçã e Cebolinha e cachorro quente seu companheiro de quarto. Ele parece ser um pouco autoconsciente.
- Hot Dog (português brasileiro) ou Cachorro-Quente (português europeu) (Paul Scheer) – Inicialmente, ele não gosta de Maçã e Cebola devido às suas travessuras infantis, mas logo se torna seu amigo.
- Fritinha (Tasha Ames) – Uma amiga de Maçã e Cebola que gosta de suas palhaçadas. Cebola tem uma queda por ela.
- Carne-Seca (Kevin Michael Richardson), Um criminoso que é preso porque ele tentou ser alguém. Maça e Cebola ensina-lhe para ser ele mesmo.
- Falafel (português brasileiro) ou Faláfael (português europeu) (Sayed Badreya) – Um senhor que lhes permite permanecer na sala de uma cabana no alto de seu prédio.
- Mãe e Pai de Maçã (Penrose Anderson e Adam Buxton) – Pais de Maçã.
- Mãe e Pai de Cebolinha (Penrose Anderson e Stephen Fry) – Pais de Cebolinha.
- Sra. Pirulito (Bette Ford) – Uma espécie de pirulito que vive no andar de baixo de Maçã e Cebolinha.
- Pizza (Keith Ferguson) – Sobrecarregada fatia de pizza que é dono de um restaurante e gosta de passeios de balão.
- Patty (português brasileiro) ou Empada (português europeu) (Dawnn Lewis) - Uma empada jamaicana que dirige a loja de dólares.
- Limãozinha - Uma menina doce feita de gota de limão que tem a personalidade de uma menina.
- Hoagie - Um sanduíche que é comum residente na cidade, que tem feito uma série de ocupações.

## Dublagem
| Personagem         | Dublador         | Dobrador       |
| ------------------ | ---------------- | -------------- |
| Maçã               | Alexandre Moreno | André Raimundo |
| Cebola / Cebolinha | Renan Freitas    | José Lobo      |

## Episódios
| Temporada | Temporada | Episódios | Exibição original       | Exibição original   | Exibição no Brasil    | Exibição no Brasil    | Exibição em Portugal  | Exibição em Portugal  |
| Temporada | Temporada | Episódios | Estreia de temporada    | Final de temporada  | Estreia de temporada  | Final de temporada    | Estreia de temporada  | Final de temporada    |
| --------- | --------- | --------- | ----------------------- | ------------------- | --------------------- | --------------------- | --------------------- | --------------------- |
|           | Piloto    | 1         | 14 de maio de 2016      | 14 de maio de 2016  | 1 de setembro de 2017 | 1 de setembro de 2017 | N/A                   | N/A                   |
|           | 1         | 32        | 23 de fevereiro de 2018 | 23 de março de 2018 | 1 de maio de 2018     | 23 de julho de 2018   | 20 de outubro de 2018 | 21 de outubro de 2018 |